# Modello (arte)

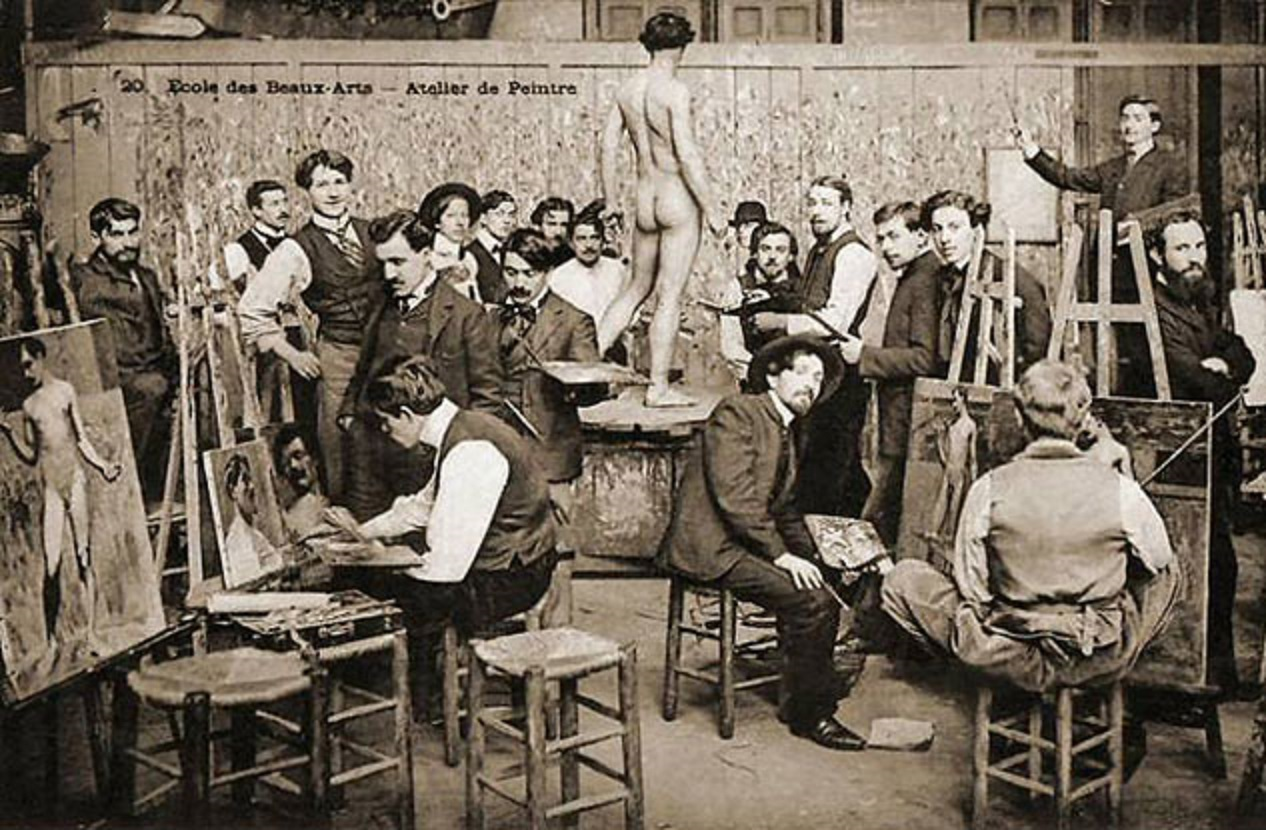
Un modello in mezzo ai pittori della scuola di belle arti di Parigi in una foto della fine dell'Ottocento.

In campo artistico un modello (modella al femminile) è una persona che posa per uno o più artisti per la realizzazione di un'opera avente come soggetto una parte o tutto il corpo umano.
Le scuole di belle arti o di arti visive utilizzano spesso dei modelli come parte dell'insegnamento; le discipline dell'arte che utilizzano maggiormente i modelli sono il disegno, la pittura, la fotografia e la scultura.
Nell'arte figurativa, il ricorso a un modello dal vivo permette all'artista di rappresentare un'opera conforme alla possibilità umana. Secondo il pittore francese André Lhote, "per i maestri il modello pone un problema di natura plastica per il quale ci si sta muovendo per cercare soluzioni diverse".

## Caratteristiche

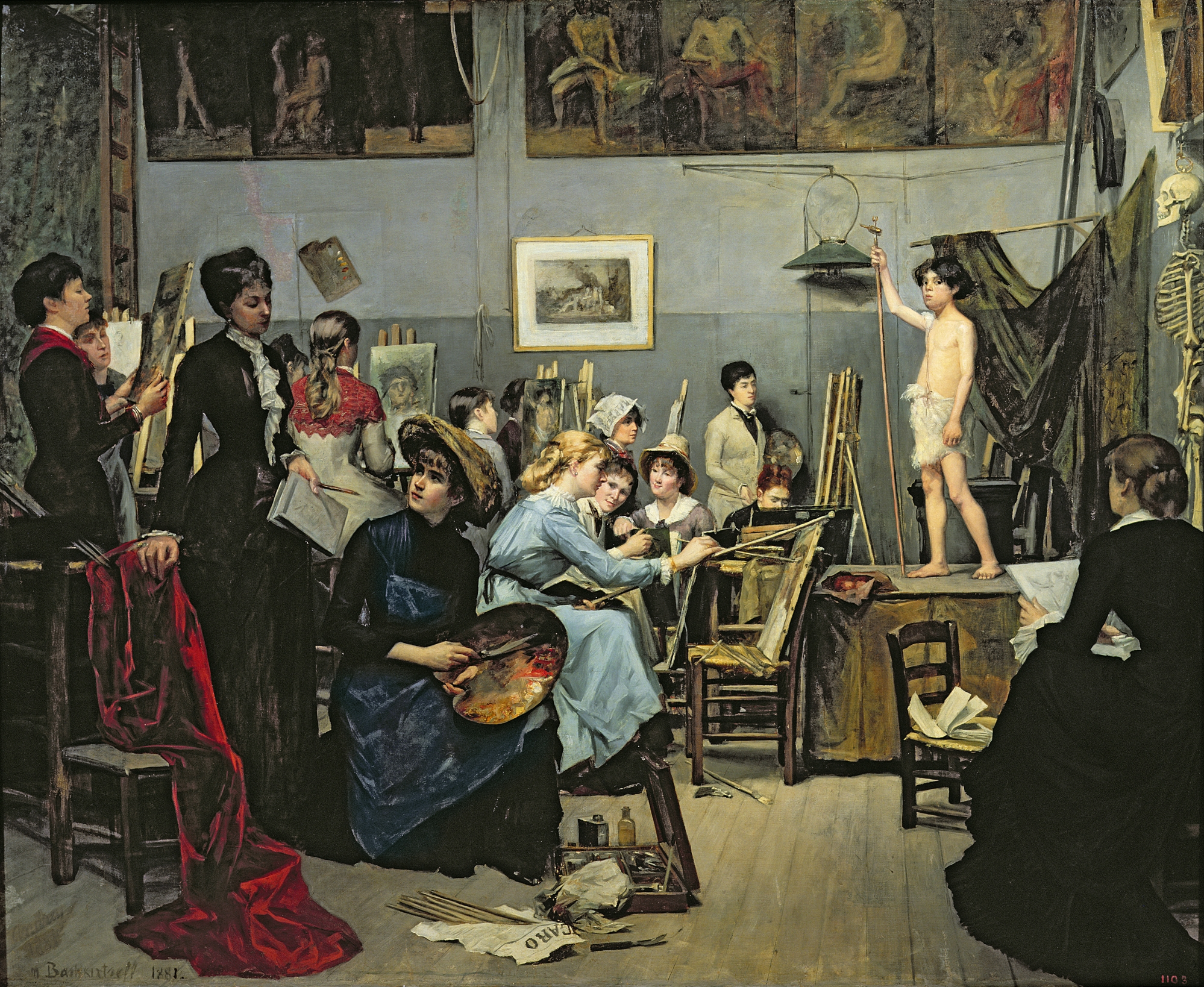
Un dipinto di Marija Konstantinovna Baškirceva che raffigura delle donne che ritraggono un ragazzo in un atelier.

I modelli, che possono essere professionisti, occasionali o dilettanti, possono posare vestiti, in costume o nudi; ogni parte del corpo può essere ritratta (viso, corpo, mani, gambe...). Spesso i modelli artistici sono dei professionisti che vengono pagati per posare (a tal punto che per alcuni di loro è un lavoro autonomo), anche se gli artisti (come il pittore statunitense Norman Rockwell) possono anche scegliere degli amici o dei familiari per le loro opere.
Qualunque sia il suo sesso, la sua età o il suo fisico, il modello è considerato per quello che è e per quello che offre. Inoltre il modello deve saper accettare lo sguardo, talvolta scrutatore, di una o più persone che lo osservano per studiarne il corpo.
Certe pose possono essere lunghe, pertanto il modello deve essere capace di rimanere immobile per molto tempo (oltre a rimanere in silenzio) e di riprendere la stessa posa assunta in precedenza dopo una pausa.
Nel diciannovesimo secolo giovani donne come Madame Cavé o Victorine Meurent si guadagnavano da vivere posando per gli artisti. Le modelle potevano così osservare in studio i metodi e lo stile dei pittori, apprendendo informalmente gli aspetti del mestiere. Una di queste, Suzanne Valadon, divenne a sua volta una pittrice e in seguito confidò a un critico d'arte che quando posava per Pierre Puvis de Chavannes il suo corpo veniva utilizzato anche per dei dipinti raffiguranti dei ragazzi.

## Posa

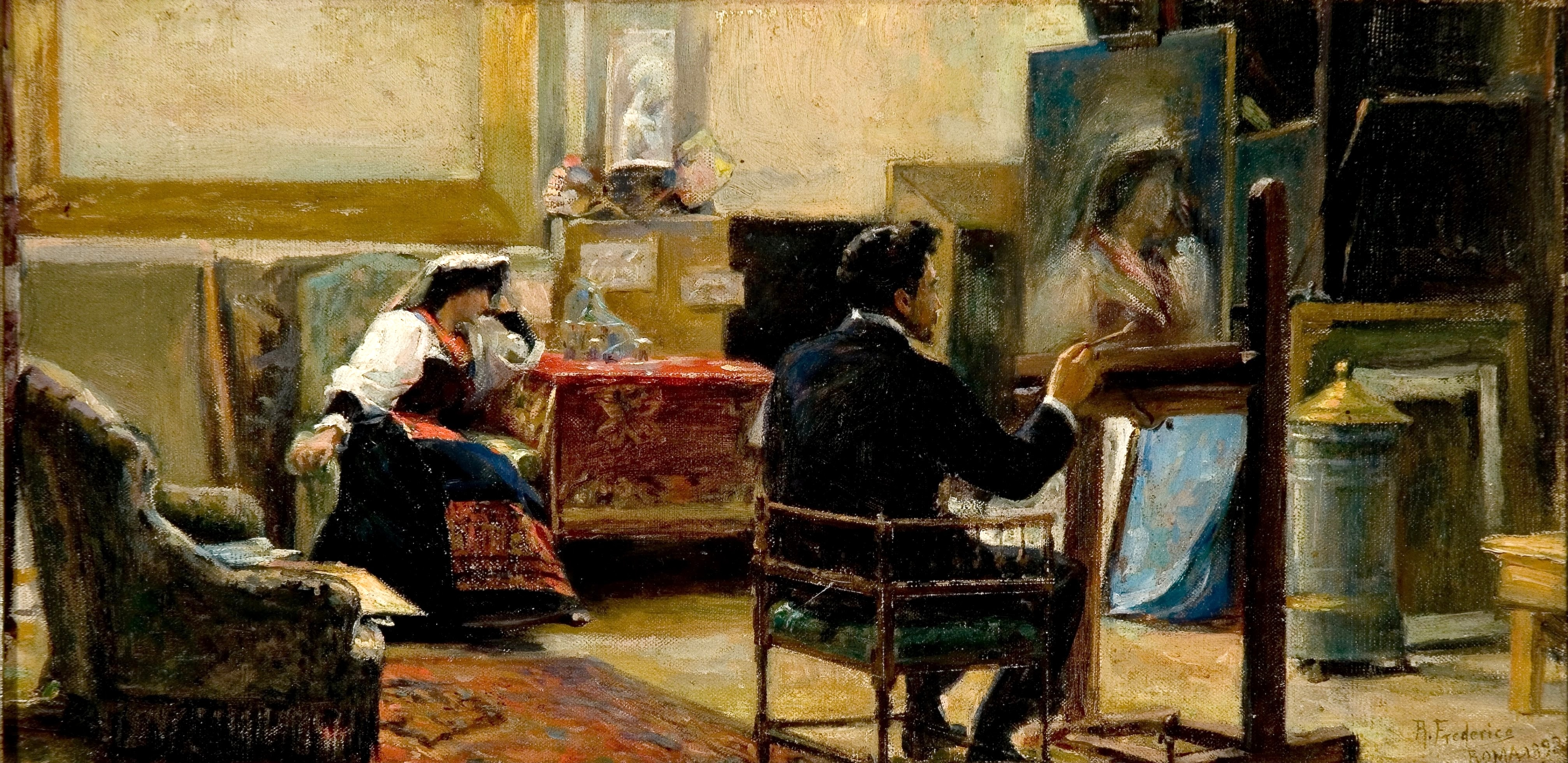
Rafael Frederico, Interior de Ateliê, 1898.

La posa è la postura statica mantenuta da un modello quando questo viene rappresentato dall'artista; per metonimia, si può indicare con il termine "posa" anche l'atteggiamento della figura rappresentata. La posa, propriamente parlando, è assolutamente immobile, pertanto quando viene chiesto a un modello esperto di muoversi si parla di "posa in movimento".
Il pittore e insegnante d'arte parigino Horace Lecoq de Boisbaudran offriva ai suoi studenti più esperti delle sessioni in cui un modello nudo eseguiva dei movimenti alla luce naturale di un luogo all'esterno, così da poter osservare le dinamiche della muscolatura, in modo che le nozioni di anatomia artistica da lui impartite venissero integrate dall'osservazione diretta degli esseri viventi.

Dato che la posa deve far parte di una composizione artistica, questa può essere decisa dall'artista, dall'insegnante accademico o dal modello stesso, secondo il suo stile, tenendo conto del tempo a disposizione. Infatti, una posa può durare anche varie ore, interrotta solo da delle pause di breve durata. Le pose di durata più breve di solito servono per gli schizzi.

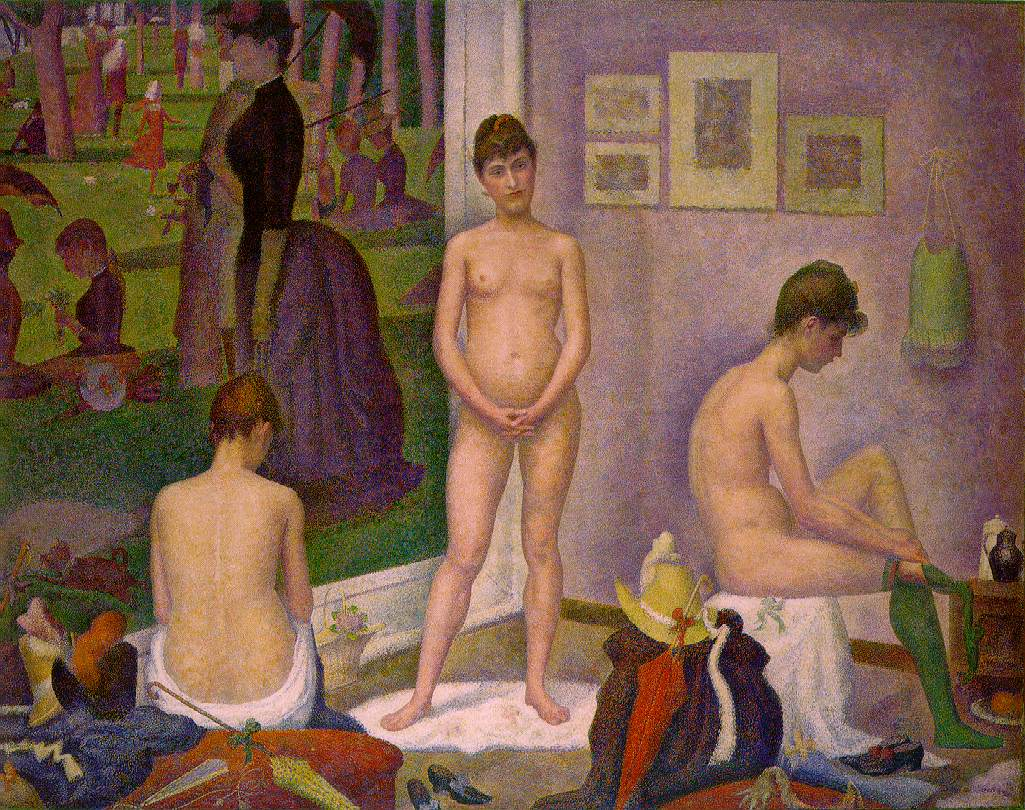
Georges Seurat, Le modelle, 1887-1888

L'immobilità del modello (e talvolta anche la sua nudità) permette uno studio della morfologia, delle proporzioni, delle ombre, delle linee e dei gesti del corpo umano. Il soggetto e la varietà infinita di morfologie e di pose possibili fanno dello studio di un modello e della rappresentazione del corpo un esercizio basilare in tutte le discipline grafiche o plastiche. Nel disegno, per esempio, il bozzetto di un nudo è una delle pratiche di apprendimento del disegno osservativo.

## Modelli famosi

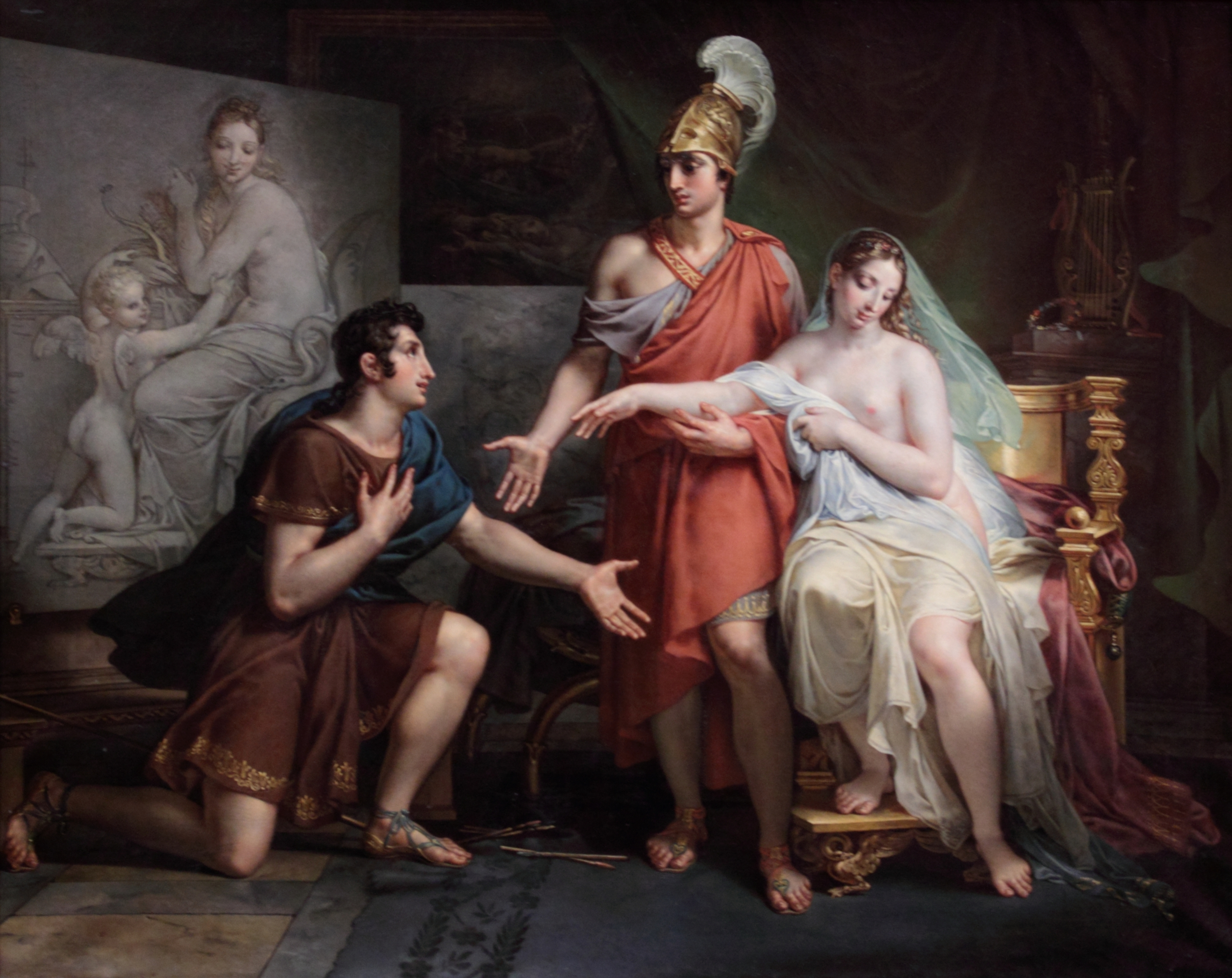
Alessandro Magno concede Campaspe ad Apelle in un dipinto del 1822 di Charles Meynier.

Nel corso della storia vari modelli, per lo più donne, sono diventati famosi in quanto immortalati da artisti celebri. In epoca antica le etere greche Frine e Campaspe posarono l'una per lo scultore Prassitele e l'altra per il pittore Apelle. Prassitele usò Frine come modella per la sua Afrodite cnidia, mentre Apelle dipinse Campaspe come "Afrodite Anadiomene".

La storia d'amore tra Raffaello Sanzio e la sua modella Margherita Luti, "La Fornarina", è l'archetipo della relazione tra artista e modella presente nella tradizione occidentale. Si ritiene che diverse composizioni raffiguranti la Vergine con bambino realizzate dai pittori delle corti medioevali utilizzino delle principesse o altre figure di corte per raffigurare la Vergine Maria; in questo caso si parla di "ritratti mascherati". Il più noto di questi esempi è il dipinto raffigurante la Madonna del latte dal Dittico di Melun, attribuito a Jean Fouquet: il volto della Madonna è quello di Agnese Sorel, la favorita del re Carlo VII di Francia.

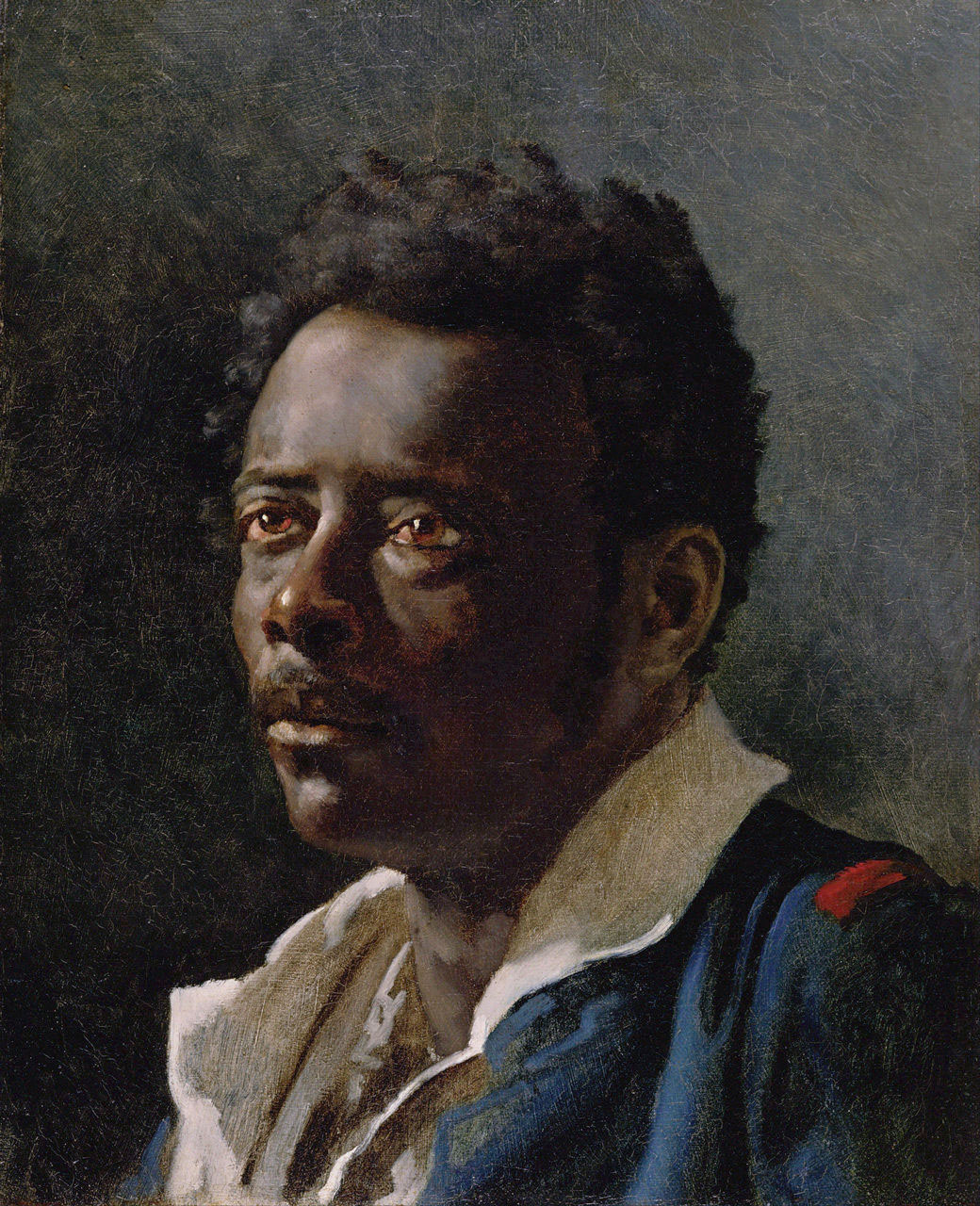
Il modello Joseph ritratto da Théodore Géricault.

Il pittore francese Theodore Géricault ritrasse più volte un modello chiamato Joseph, forse proveniente da Haiti, e detto Joseph le Nègre (Joseph il negro) per la sua pelle scura.
Nella Parigi della seconda metà del diciannovesimo secolo visse Victorine Meurent, modella e poi pittrice, celebre per aver posato per i dipinti Olympia e La colazione sull'erba di Édouard Manet. L'irlandese Joanna Hiffernan fece da musa e modella per il pittore statunitense James Abbott McNeill Whistler e per il francese Gustave Courbet. Hiffernan posò per il dipinto Sinfonia in bianco, ritratto n. 1 di Whistler e per Il sonno di Courbet, e si pensa che sia stata anche la modella del dipinto L'origine del mondo di quest'ultimo artista. Suzanne Valadon, anche lei una pittrice, fece da modella per Pierre-Auguste Renoir (soprattutto nell'opera Ballo a Bougival), Henri de Toulouse-Lautrec, Pierre Puvis de Chavannes ed Edgar Degas. Valadon era la madre del pittore Maurice Utrillo e sposò il pittore André Utter, che usò come modello per alcune sue opere.

La pianista Misia Sert (pseudonimo di Maria Zofia Olga Zenajda Godebska) era una figura di spicco nella società parigina della Belle Époque e venne ritratta da molti artisti dell'epoca, inclusi Pierre-Auguste Renoir, Henri de Toulouse-Lautrec e Félix Vallotton.

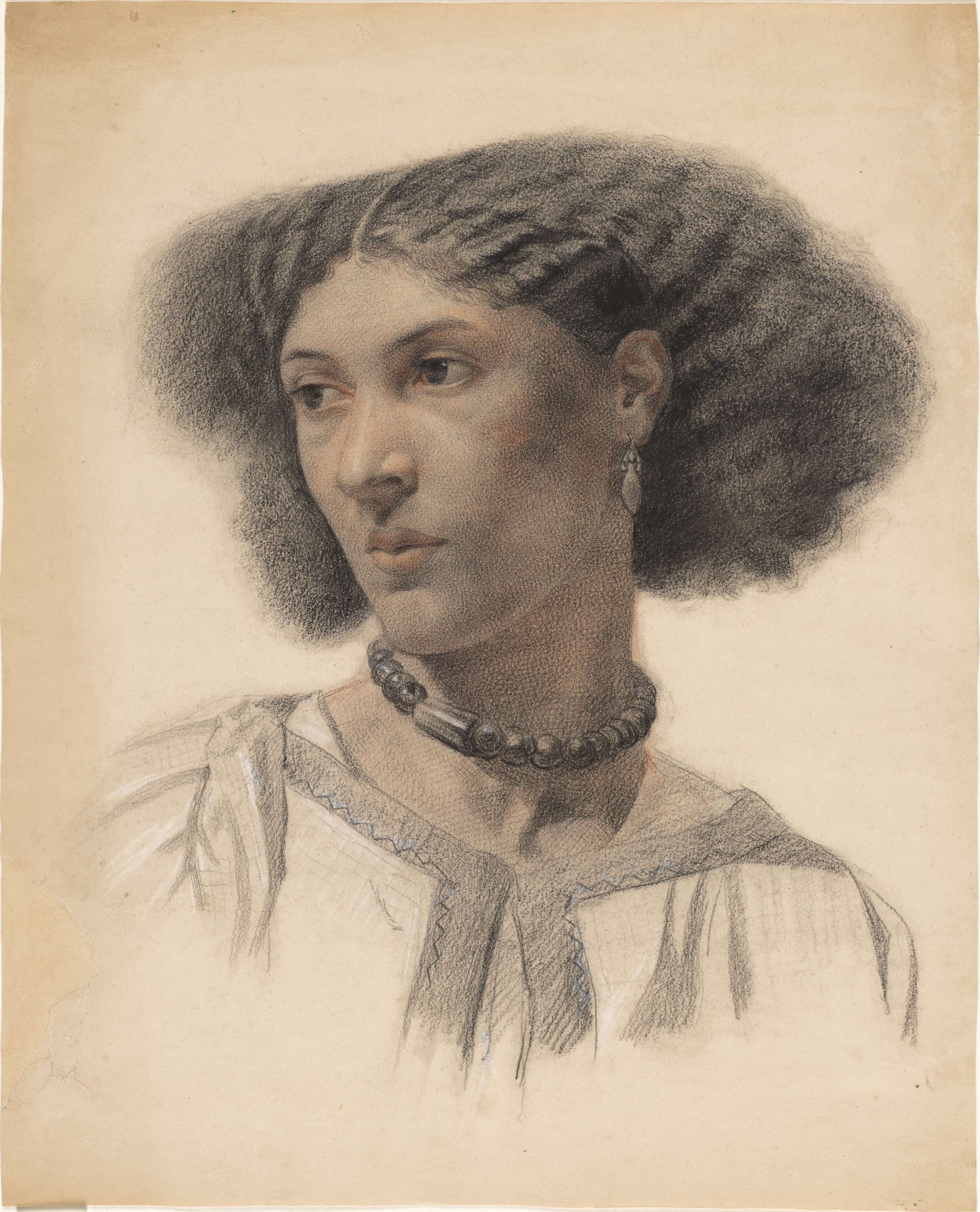
La modella inglese di origine giamaicana Fanny Eaton posò per alcuni dipinti dei preraffaelliti.

Durante l'età vittoriana, Fanny Eaton, Jane Morris ed Elizabeth Siddal furono tra le molte donne che posarono per i pittori preraffaelliti: in particolare, Siddal diede il volto all'Ophelia di John Everett Millais e venne ritratta postuma da Dante Gabriel Rossetti in Beata Beatrix.
Nel ventesimo secolo il fotografo statunitense Alfred Stieglitz ritrasse spesso la sua amante, e poi moglie, Georgia O'Keeffe, mentre Edward Weston realizzò molte fotografie ritraenti la modella Charis Wilson. Alice Prin, detta "Kiki de Montparnasse", fu una celebre modella che ispirò molti pittori e fotografi nella Parigi degli anni Venti.

## Nella cultura di massa

### Letteratura

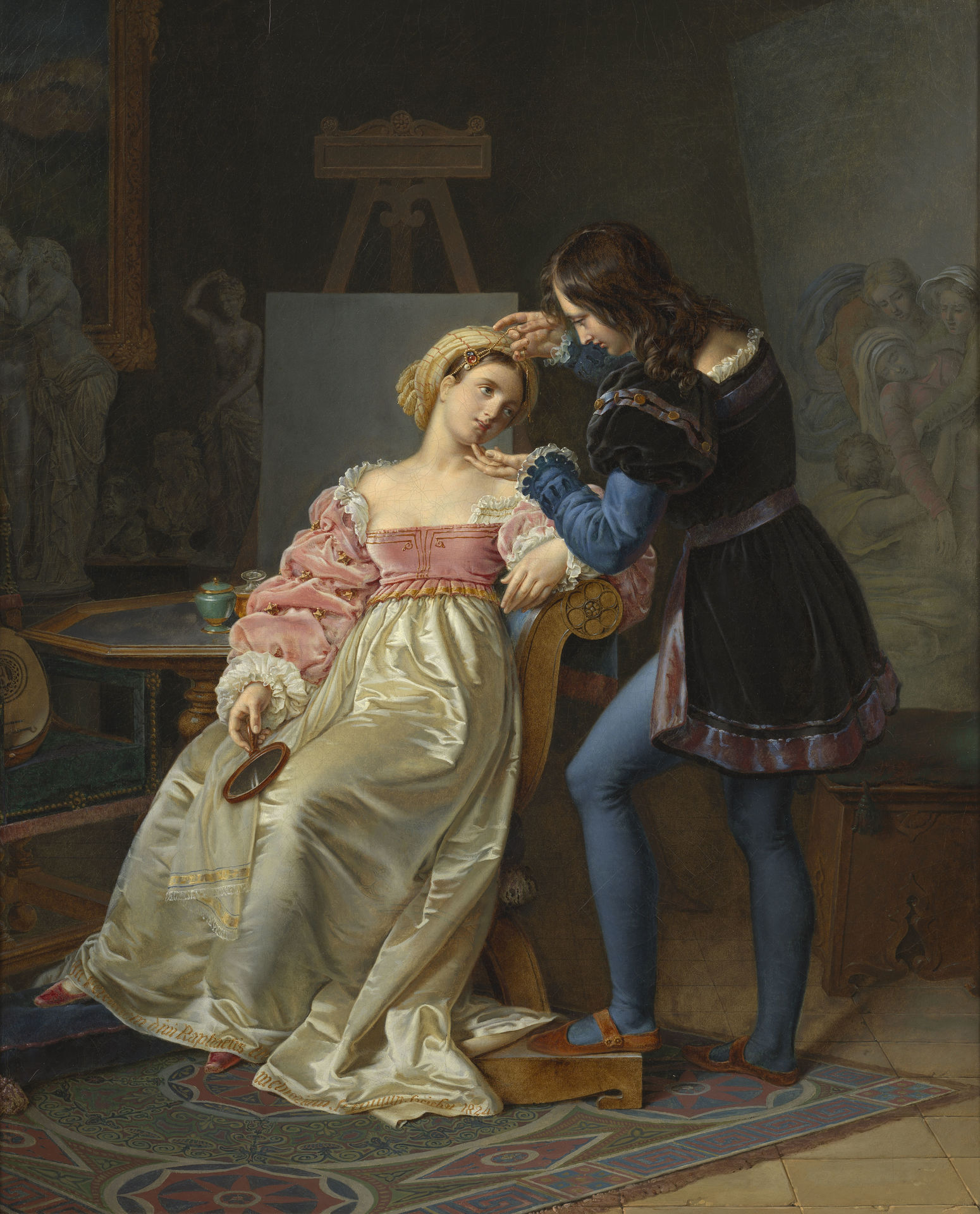
Un dipinto raffigurante Raffaello insieme alla sua modella Margherita Luti, detta "La Fornarina".

I modelli d'arte hanno ispirato vari autori letterari nel corso dei secoli. Il poeta romantico Aleardo Aleardi, per esempio, scrisse un canto sulla storia di Raffaello e della Fornarina. Questa professione è inoltre stata descritta da scrittori come Émile de La Bédollière, Amaury-Duval e Gustave Crauk.
Nel 1894 George du Maurier scrisse il romanzo Trilby, avente come protagonista una modella di origine irlandese di nome Trilby O'Ferrall, la quale viene ipnotizzata e trasformata in una cantante dall'ipnotizzatore Svengali. Da questo romanzo sono stati tratti numerosi adattamenti cinematografici, inclusi Trilby del 1915, Trilby del 1923, Il dominio delle tenebre del 1927, Svengali del 1931 e Svengali del 1954.
I fratelli Goncourt descrissero nel loro racconto Manette Salomon, scritto nel 1867, l'apprendimento e le pratiche artistiche al tempo della monarchia di luglio (la Francia dal 1830 al 1848). Il personaggio principale, Manette Salomon, è una donna che fa da modella per degli artisti. Questo romanzo è tra i primi a raffigurare in modo realistico la vita degli artisti nella Francia nel XIX secolo.